# Erdősi Dezső
Erdősi Dezső (eredeti neve: Ehrenwald Dezső) (Esztergom, 1875. november 4. – Budapest, 1931. április 21.) magyar író, újságíró.

## Életpályája
Ehrenwald Márk kereskedő és Milch Róza fia. Tanulmányai után az Esztergomi Lapok szerkesztője lett. Az 1890-es évek végén Budapestre költözött, ahol a Független Magyarország politikai cikkírójaként dolgozott. Az első világháborút megelőzően belépett a Friss Újság szerkesztői közé; 1920–1931 között a lap felelős szerkesztőjeként tevékenykedett.
Írásai megjelentek a Nyugatban, a Népszavában, az Egyenlőségben, az Újságban és a Pesti Naplóban is.
Felesége Braun Gizella (1887–1939) volt, Braun Ignác és Braun Matild lánya, akivel 1908. június 9-én Budapesten, a Terézvárosban kötött házasságot.
Sírja a Kozma utcai izraelita temetőben található (15-2-30).

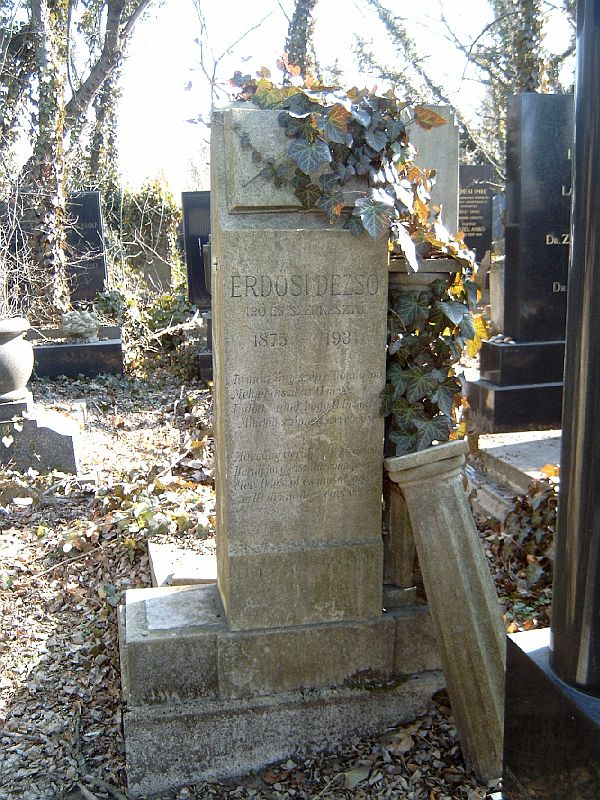
Sírja Budapesten. Kozma utcai izraelita temető: 15-2-30

## Művei
- Ész és szív (versek, 1896)
- Emberi írások (novellák, Budapest, 1914)

### Fordításai
- Max Dauthendey: Kacagni - meghalni (színmű, Budapest, 1912)